# Saison 2017 de l'équipe cycliste Cannondale-Drapac
La saison 2017 de l'équipe cycliste Cannondale-Drapac est la treizième de cette équipe.

## Préparation de la saison 2017

### Arrivées et départs
| Arrivées         | Équipe 2016            |
| ---------------- | ---------------------- |
| Brendan Canty    | Drapac                 |
| Hugh Carthy      | Caja Rural-Seguros RGA |
| William Clarke   | Drapac                 |
| Taylor Phinney   | BMC Racing             |
| Thomas Scully    | Drapac                 |
| Tom Van Asbroeck | Lotto NL-Jumbo         |
| Sep Vanmarcke    | Lotto NL-Jumbo         |

| Départs              | Équipe 2017        |
| -------------------- | ------------------ |
| Jack Bauer           | Quick-Step Floors  |
| Matti Breschel       | Astana             |
| André Cardoso        | Trek-Segafredo     |
| Phillip Gaimon       | retraite           |
| Benjamin King        | Dimension Data     |
| Alan Marangoni       | Nippo-Vini Fantini |
| Moreno Moser         | Astana             |
| Ramūnas Navardauskas | Bahrain-Merida     |
| Kristoffer Skjerping | Joker Icopal       |
| Ruben Zepuntke       | Sunweb Development |

## Déroulement de la saison
L'équipe Cannondale-Drapac commence sa saison en janvier, avec les championnats nationaux en Australie et en Nouvelle-Zélande. L'Australien Brendan Canty prend la sixième place du contre-la-montre et la septième de la course en ligne. Lors de cette dernière, il est en tête à un tour de l'arrivée et lève les bras au passage de la ligne, croyant s'imposer.
Pour la première épreuve UCI World Tour de l'année, le Tour Down Under, les leaders de Cannondale-Drapac sont Tom-Jelte Slagter, vainqueur en 2013, et Michael Woods, cinquième en 2016. Ils sont accompagnés sur les routes australiennes par Patrick Bevin, Alex Howes, Will Clarke, Tom Van Asbroeck et Tom Scully. Ce dernier, appelé en remplacement de Brendan Canty, dispute à cette occasion sa première course World Tour. Neuvième de la deuxième étape, à Paracombe, Woods est distancé dans le final de la quatrième étape à Willunga (27e) et termine 21e du classement général. À l'inverse, Slagter ne parvient pas à suivre les meilleurs à Paracombe mais termine dixième à Willunga, et quatorzième du classement général.

## Coureurs et encadrement technique

### Effectif
| Cycliste            | Date de naissance | Nationalité      | Équipe 2016                           |  |
| ------------------- | ----------------- | ---------------- | ------------------------------------- |  |
| Alberto Bettiol     | 29 octobre 1993   | Italie           | Cannondale-Drapac                     |  |
| Patrick Bevin       | 2 mai 1991        | Nouvelle-Zélande | Cannondale-Drapac                     |  |
| Nathan Brown        | 7 juillet 1991    | États-Unis       | Cannondale-Drapac                     |  |
| Brendan Canty       | 17 janvier 1992   | Australie        | Drapac                                |  |
| Hugh Carthy         | 9 juillet 1994    | Royaume-Uni      | Caja Rural-Seguros RGA                |  |
| Simon Clarke        | 18 juillet 1986   | Australie        | Cannondale-Drapac                     |  |
| William Clarke      | 11 avril 1985     | Australie        | Drapac                                |  |
| Lawson Craddock     | 20 février 1992   | États-Unis       | Cannondale-Drapac                     |  |
| Joe Dombrowski      | 12 mai 1991       | États-Unis       | Cannondale-Drapac                     |  |
| Davide Formolo      | 25 octobre 1992   | Italie           | Cannondale-Drapac                     |  |
| Alex Howes          | 1er janvier 1988  | États-Unis       | Cannondale-Drapac                     |  |
| Kristjan Koren      | 25 novembre 1986  | Slovénie         | Cannondale-Drapac                     |  |
| Sebastian Langeveld | 17 janvier 1985   | Pays-Bas         | Cannondale-Drapac                     |  |
| Ryan Mullen         | 7 août 1994       | Irlande          | Cannondale-Drapac                     |  |
| Taylor Phinney      | 27 juin 1990      | États-Unis       | BMC Racing                            |  |
| Pierre Rolland      | 10 octobre 1986   | France           | Cannondale-Drapac                     |  |
| Thomas Scully       | 14 janvier 1990   | Nouvelle-Zélande | Drapac                                |  |
| Toms Skujiņš        | 15 juin 1991      | Lettonie         | Cannondale-Drapac                     |  |
| Tom-Jelte Slagter   | 1er juillet 1989  | Pays-Bas         | Cannondale-Drapac                     |  |
| Andrew Talansky     | 23 novembre 1988  | États-Unis       | Cannondale-Drapac                     |  |
| Rigoberto Urán      | 6 janvier 1987    | Colombie         | Cannondale-Drapac                     |  |
| Tom Van Asbroeck    | 19 avril 1990     | Belgique         | Lotto NL-Jumbo                        |  |
| Dylan van Baarle    | 21 mai 1992       | Pays-Bas         | Cannondale-Drapac                     |  |
| Sep Vanmarcke       | 28 juillet 1988   | Belgique         | Lotto NL-Jumbo                        |  |
| Davide Villella     | 27 juin 1991      | Italie           | Cannondale-Drapac                     |  |
| Wouter Wippert      | 14 août 1990      | Pays-Bas         | Cannondale-Drapac                     |  |
| Michael Woods       | 12 octobre 1986   | Canada           | Cannondale-Drapac                     |  |
| Stagiaire           | Date de naissance | Nationalité      | Équipe 2017                           |  |
| Cyrus Monk          | 7 novembre 1996   | Australie        | Drapac-Pat's Veg Holistic Development |  |

## Bilan de la saison
Cannondale-Drapac termine dixième du classement par équipe de l'UCI World Tour, et son meilleur coureur au classement individuel est Rigoberto Urán, vingtième. Les meilleures performances de l'équipe durant cette saison sont la deuxième place de ce dernier au Tour de France et la victoire d'étape de Pierre Rolland au Tour d'Italie. L'équipe obtient quatorze victoires en 2017, auxquelles peuvent s'ajouter deux étapes gagnées par Alex Howes sous le maillot de l'équipe des États-Unis lors de la Cascade Classic. Parmi les équipes du World Tour, seule Bahrain-Merida réalise un moins bon score avec 11 victoires.

### Victoires
| Date       | Course                                                 | Pays       | Classe | Vainqueur         |
| ---------- | ------------------------------------------------------ | ---------- | ------ | ----------------- |
| 24/03/2017 | 2e étape de la Semaine internationale Coppi et Bartali | Italie     | 2.1    | Toms Skujiņš      |
| 18/05/2017 | 5e étape du Tour de Californie                         | États-Unis | 2.UWT  | Andrew Talansky   |
| 24/05/2017 | 17e étape du Tour d'Italie                             | Italie     | 2.UWT  | Pierre Rolland    |
| 17/06/2017 | 3e étape de la Route du Sud                            | France     | 2.1    | Pierre Rolland    |
| 18/06/2017 | 4e étape de la Route du Sud                            | France     | 2.1    | Thomas Scully     |
| 22/06/2017 | Championnat d'Irlande du contre-la-montre              | Irlande    | CN     | Ryan Mullen       |
| 25/06/2017 | Championnat d'Irlande sur route                        | Irlande    | CN     | Ryan Mullen       |
| 4/07/2017  | 2e étape du Tour d'Autriche                            | Autriche   | 2.1    | Tom-Jelte Slagter |
| 9/07/2017  | 9e étape du Tour de France                             | France     | 2.UWT  | Rigoberto Urán    |
| 11/08/2017 | 2e étape de la Colorado Classic                        | États-Unis | 2.HC   | Alex Howes        |
| 02/09/2017 | 2e étape du Tour d'Alberta                             | États-Unis | 2.1    | Wouter Wippert    |
| 03/09/2017 | 3e étape du Tour d'Alberta                             | États-Unis | 2.1    | Alex Howes        |
| 04/09/2017 | 4e étape du Tour d'Alberta                             | États-Unis | 2.1    | Wouter Wippert    |
| 05/10/2017 | Milan-Turin                                            | Italie     | 1.HC   | Rigoberto Uran    |

### Résultats sur les courses majeures
Les tableaux suivants représentent les résultats de l'équipe dans les principales courses du calendrier international (les cinq classiques majeures et les trois grands tours). Pour chaque épreuve est indiqué le meilleur coureur de l'équipe, son classement ainsi que les accessits glanés par Cannondale-Drapac sur les courses de trois semaines.

#### Classiques
| Classique            | Milan-San Remo        | Tour des Flandres     | Paris-Roubaix            | Liège-Bastogne-Liège | Tour de Lombardie     |
| -------------------- | --------------------- | --------------------- | ------------------------ | -------------------- | --------------------- |
| Coureur (classement) | Alberto Bettiol (37e) | Dylan van Baarle (4e) | Sebastian Langeveld (3e) | Michael Woods (9e)   | Davide Villella (15e) |

#### Grands tours
| Grand tour           | Tour d'Italie                       | Tour de France                      | Tour d'Espagne                              |
| -------------------- | ----------------------------------- | ----------------------------------- | ------------------------------------------- |
| Coureur (classement) | Davide Formolo (10e)                | Rigoberto Urán (2e)                 | Michael Woods (7e)                          |
| Accessits            | 1 victoire d'étape (Pierre Rolland) | 1 victoire d'étape (Rigoberto Urán) | Grand Prix de la montagne (Davide Villella) |

### Classement UCI
Cannondale Drapac termine à la 10e place du classement par équipes du World Tour avec 5748 points. Ce total est obtenu par l'addition des points de ses coureurs au classement individuel. Le coureur de l'équipe le mieux classé est Rigoberto Uran, 20e avec 1360 points.
| Rang | Coureur             | Points |
| ---- | ------------------- | ------ |
| 20   | Rigoberto Uran      | 1360   |
| 39   | Sep Vanmarcke       | 917    |
| 70   | Tom-Jelte Slagter   | 589    |
| 71   | Michael Woods       | 585    |
| 82   | Dylan van Baarle    | 491    |
| 93   | Sebastian Langeveld | 404    |
| 106  | Alberto Bettiol     | 312    |
| 129  | Davide Formolo      | 208    |
| 133  | Pierre Rolland      | 187    |
| 151  | Davide Villella     | 153    |
| 152  | Wouter Wippert      | 152    |
| 215  | Tom Van Asbroeck    | 75     |
| 222  | Patrick Bevin       | 73     |
| 247  | Nathan Brown        | 56     |
| 248  | Hugh Carthy         | 55     |
| 304  | Simon Clarke        | 31     |
| 309  | Brendan Canty       | 28     |
| 330  | Alex Howes          | 23     |
| 345  | Joe Dombrowski      | 20     |
| 367  | Kristijan Koren     | 12     |
| 384  | Ryan Mullen         | 10     |
| 393  | Tom Scully          | 7      |